# Krokodilen i bilen
Krokodilen i bilen eller Nyss så träffa' jag en krokodil är en barnsång skriven och komponerad av av Kerstin Andeby (musik) och Monica Forsberg (text). Sedan 1998 har även flera skivinspelningar av sången gjorts.
Sångtexten skildrar ett möte med en bilkörande och trumpetande krokodil. På förskolorna sjunger barnen ofta sången samtidigt som de gör rörelser. En förändrad text, som kan fungera som andra vers i stället för att upprepa den första, inleds med orden "Nyss så träffa jag en dinosaur".